# Hypericum assamicum
Hypericum assamicum és una espècie de planta amb flor de la família de l'herba de Sant Joan (Hypericum perforatum), les hipericàcies. És endèmica de l'Índia. Hypericum assamicum és una de les dues espècies d'Hypericum en la secció Hypericum sect. Sampsonia. Fou descrita per S.N.Biswas el 1971.

## Descripció
Hypericum assamicum és una herba erecta, perenne i llenyosa a la base que mesura 20–40 cm d'alçària. Les titges són cilíndriques amb internodes de 2–6,5 mm, més curtes o més llargues que les fulles. Les fulles entre oblongues i amb forma de llança són perfoliades, en parelles, finament fràgils, fins a 50 mm de llargues i 15 mm d'amples, amb parts inferiors glauques i amb puntes entre obtuses i arredonides. La vora de la fulla és enterament, o raramment glandular-crenada, amb glàndules negres i denses. Les fulles tenen bases amplament cuneïforme o arredonides. Els capítols produeixen entre 12–18 flors seguint patrons de ramificació corimbiformes o subpiramidals. Cada flor mesura aproximadament 12 mm amb 5 sèpals, 5 pètals groguencs i aproximadament 15 estams. Les càpsules entre cilíndriques i subgloboses arriben a mesurar 6 mm de llarg amb llavors de marró rogenc, cada llavor mesurant 0,8 mm de llarg. Floreix i dona fruits entre març i abril.

## Taxonomia
H. assamicum fou descrita el 1971 per Samarendra Nath Biswas en Webbia, Journal of Plant Taxonomy and Geography. El tipus d'espècimen fou recollit a Nowgong (ara Nagaon), Assam, Índia el juliol de 1848. És col·locat en la secció H. sect. Sampsonia, junt a Hypericum sampsonii, basant-se en la combinació de parelles de fulles perfoliades i valves capsulars vesiculars-glandulars. Es diferència de Hypericum sampsonii per tindre les fulles que són curtament perfiolades innatament a la base (contrastant amb les bases amples perfiolades), espatulades-oblongues sèpals desiguals (contrastant amb els sèpals oblongs subiguals), pètals més curts que els sèpals (contrastant amb els pètals tan llargs com els sèpals), ovaris amb placenetes triparietals (contrastant amb les tricel·lulars amb una placenta axil·lar), i càpsules entre subgloboses i oblongues amb àpexs arrodonits o obtusos (contrastant amb les càpsules oviodes amb àpexs entre estrets i aguts). La població més pròxima d'H. sampsonii a membres de H. assamicum està aproximadament a 850 km de distància.
El nom ve per la seua localització: Assam, Índia.

## Distribució i hàbitat
Hypericum assamicum és endèmica de l'est de l'Índia. Una col·lecció del 1915 trobà que era una planta "comuna en les jungles". Es troba en les altituds de fins a 1200 m a les àrees riberenques, praderies en obert, cunetes, camps agrícoles i llocs sense explotar a les zones orientals de l'Himàlaia.